# 缘漏斗蛛
缘漏斗蛛（学名：Agelena limbata）也称緣草蛛，为漏斗蛛科漏斗蛛属的动物。分布于缅甸至日本、台湾岛以及中国大陆的福建、浙江、安徽、湖北、贵州等地，常栖息于灌木丛及果园。该物种的模式产地在缅甸。

## 形态特征
体背呈灰褐色，头胸部背板左右各有一条黑色纵带，腹部背面书肺孔后有两条黑褐色纵带，纵带上具有几对“人”字形斜斑。有些个体腹背不具明显的纵带和斜斑。步足灰褐色，多数不足具有黑褐色横带。